# Nazionale maschile di pallacanestro dell'Albania
La nazionale maschile di pallacanestro dell'Albania rappresenta l'Albania nelle competizioni internazionali maschili di pallacanestro organizzate dalla FIBA. È gestita dalla Federazione cestistica dell'Albania.

## Storia
Affiliata alla FIBA dal 1947, il team albanese ha disputato solo due Europei, nel 1947 e nel 1957, arrivando sempre all'ultimo posto. Non si è mai qualificata né per i Mondiali né per le Olimpiadi.
Dal 2005, la FIBA ha suddiviso la zona Europea in Division A e Division B, e la nazionale albanese è subito retrocessa nella categoria inferiore, dove attualmente disputa il corrispettivo Campionato Europeo.

## Piazzamenti

### Campionati europei
- 1947 - 14°
- 1957 - 16°

### Giochi del Mediterraneo
- 1991 - 8°
- 1997 - 9°
- 2009 - 6°

### Campionati balcanici
- 1959 - 4°
- 1960 - 5°
- 1965 - 5°
- 1990 - 6°

## Formazioni

### Europei
Campionato europeo maschile di pallacanestro 19473 Peshkopia, 4 Pilku, 5 Kurani, 6 Zavalani, 7 D. Toptani, 8 F. Toptani, 9 Koljaka, 10 Goga,        All. Naim Pilku
Campionato europeo maschile di pallacanestro 19573 Teneqexhi, 4 Borova, 5 Goga, 6 Gjata, 7 Qirici, 8 Përmeti, 9 Meka, 10 Sokoli, 11 Sotiri, 12 Murzaku, 13 Kona,        All. Naim Pilku

### Giochi del Mediterraneo
Pallacanestro maschile agli XI Giochi del MediterraneoÇaçi, Cuka, Damo, Kuqo, Palko, Pasha, Qirjaqi, Sauli, Skënderi, Zaçe, Zaganjori, All. Astrit Greva
Pallacanestro maschile ai XIII Giochi del Mediterraneo4 Palko, 5 Meli, 6 Semani, 7 Idrizi, 9 Përmeti, 10 Jahollari, 11 Mema, 12 Kuqo, 13 Gjeçaj, 14 Çaçaliku, 15 Mançe,        All. Bujar Shehu
Pallacanestro maschile ai XVI Giochi del MediterraneoBushati, Domi, Garo, Gjinaj, Gjonaj, Hysenagolli, Karaj, Lame, Lasku, Ljuca, Shima, Sukaj, All. Roland Avrami

## Nazionali giovanili
- Selezioni giovanili della nazionale maschile di pallacanestro dell'Albania